# Nordwand
Nordwand är en tysk dramafilm från 2008 i regi av Philipp Stölzl. Den handlar om försöket att bestiga nordsidan på berget Eiger i Bernalperna 1936.
Filmen hade världspremiär 9 augusti 2008 vid Internationella filmfestivalen i Locarno innan den gick upp på tyska biografer 23 oktober samma år. Den tilldelades Tyska filmpriset för bästa foto och bästa ljud.

## Medverkande
- Benno Fürmann som Toni Kurz
- Johanna Wokalek som Luise Fellner
- Florian Lukas som Andreas "Andi" Hinterstoisser
- Simon Schwarz som Willy Angerer
- Georg Friedrich som Edi Rainer
- Ulrich Tukur som Henry Arau
- Erwin Steinhauer som Emil Landauer
- Petra Morzé som Elisabeth Landauer
- Hanspeter Müller-Drossart som Schlunegger
- Branko Samarovski som Albert von Allmen